# Неутешни поштар
„Неутешни поштар” је југословенски ТВ филм из 1967. године. Режирао га је Србољуб Станковић а сценарио је написао Вук Вучо.

## Улоге
| Глумац                 | Улога |
| ---------------------- | ----- |
| Вука Дунђеровић        |       |
| Александар Груден      |       |
| Бранислав Цига Јеринић |       |
| Славка Јеринић         |       |
| Добрила Матић          | Мајка |